# Ernesto de' Conno
Ernesto de' Conno (San Marco dei Cavoti, 2 febbraio 1884 – Napoli, 2 febbraio 1949) è stato un chimico italiano.

## Biografia
Nato da Vincenzo, farmacista e alfiere di Francesco II, e da Agnese Ricci, Ernesto de' Conno si laureò in chimica a Roma sotto la guida del professor Stanislao Cannizzaro nel 1906 e ne divenne assistente passando poi a ricoprire analogo incarico con il professor Agostino Oglialoro Todaro e in seguito, a Napoli, con il professor Arnaldo Piutti alla cattedra di Chimica Farmaceutica e Tossicologica, lavorando anche presso l'Istituto di Chimica Farmaceutica.
Nominato Membro della Commissione Internazionale per l'unificazione dei metodi di Analisi delle sostanze alimentari (Londra 1909) partecipò nello stesso anno al Seventh international congress of applied chemistry, dove, nella sezione dedicata alla bromatologia, presentà il rapporto Sul formaggio Moliterno (Italia meridionale): rapporto per la commissione internazionale di analisi di sostanze alimentari.
Nel 1910 divenne libero docente di Chimica Bromatologica all'Università di Napoli nell‟ambito della Scuola di Farmacia (fino al 1918), nonché Vice segretario (1910) e poi segretario (1911-1918) della Sezione di Napoli della Società Chimica ove presentò il lavoro Azione dei composti organo-magnesiaci misti sulle immidi ftaliche e maleiniche, entrando però in contrasto con il professor Piutti (che sull'argomento aveva condotto pregressi studi) e di conseguenza, lasciato Istituto di Chimica Farmaceutica e Tossicologica nel 1911, si trasferì in quello di Chimica Generale diretto dal professor Oglialoro.
Collaboratore della Nuova Enciclopedia di Chimica Scientifica, Tecnologica e Industriale diretta dal professor Icilio Guareschi (1911), vinse nello stesso anno il concorso per professore di Chimica negli Istituti Superiori e gli fu assegnata la cattedra all'Istituto tecnico di Benevento e poi di Caserta, città ove fu pure Direttore dei Gabinetti Scientifici presso l'Accademia Aeronautica ove insegnò dal 1941 Chimica generale e inorganica con elementi di Chimica organica. Fu anche Assistente Chimico presso la Stazione Sperimentale per le piante officinali annessa all'Orto Botanico dell'Università di Napoli.
Insignito del Premio Sementini per ben quattro volte per lavori di Chimica Applicata, collaborò dal 1929 all'Enciclopedia di Farmacia.
Tra le sue benemerenze vi fu la cessione gratuita in uso ai Carabinieri di parte del proprio palazzo gentilizio a San Marco dei Cavoti affinché vi fosse allestita la caserma.
Sposato con Rosa Giampietri, ultima discendente della famiglia a cui appartenne il celebre capo della polizia borbonica Francesco Antonio Giampietri, Ernesto de'Conno morì a Napoli nel giorno del suo sessantacinquesimo compleanno.

## Opere
- Sull'olio essenziale di assenzio romano (Benevento 1906)
- Sulle anidridi del glicolo dell'anetolo (Benevento 1906)
- Sul formaggio Moliterno (Italia meridionale): rapporto per la commissione internazionale di analisi di sostanze alimentari, di A. Piutti e E. de Conno, (London: Partridge e Cooper, 1910).
- Assorbimento degli spettri metallici attraverso il vino normalmente o artificialmente colorato (Napoli 1910)
- Azione dei composti organo-magnesiaci misti sulle immidi italiche e maleiniche (Roma 1911)
- Sulla maturazione del formaggio pecorino (Washington 1912)
- Sulle cromoisomerie, con A. Piutti, (Roma, Tipografia della R. Accademia dei Lincei, 1912)
- Azione delle aniline sugli acidi grassi superiori (Napoli 1914)
- Elementi di chimica organica (Caserta 1929)
- Trattato pratico di chimica bromatologica (Napoli 1930)
- Elementi di chimica (Napoli 1932)
- Struttura elettronica dell'atomo e sistema periodico (Caserta 1932)
- Elementi di chimica e mineralogia (Napoli 1937)
- Elementi di protezione antiaerea (Napoli 1938)
- Elementi di chimica organica applicata (Napoli 1938)
- Elementi di Chimica ad uso degli allievi del Corso propedeutico per l'Ingegneria nelle rr. Universita (volume I - Napoli Gubbio, 1939)
- Il terreno assegnato alla Stazione Sperimentale per le piante officinali (Roma 1939)
- Il problema del carburante nazionale (Napoli 1941- Conferenza tenuta alla R. Accademia aeronautica).